# Fallon (Nevada)

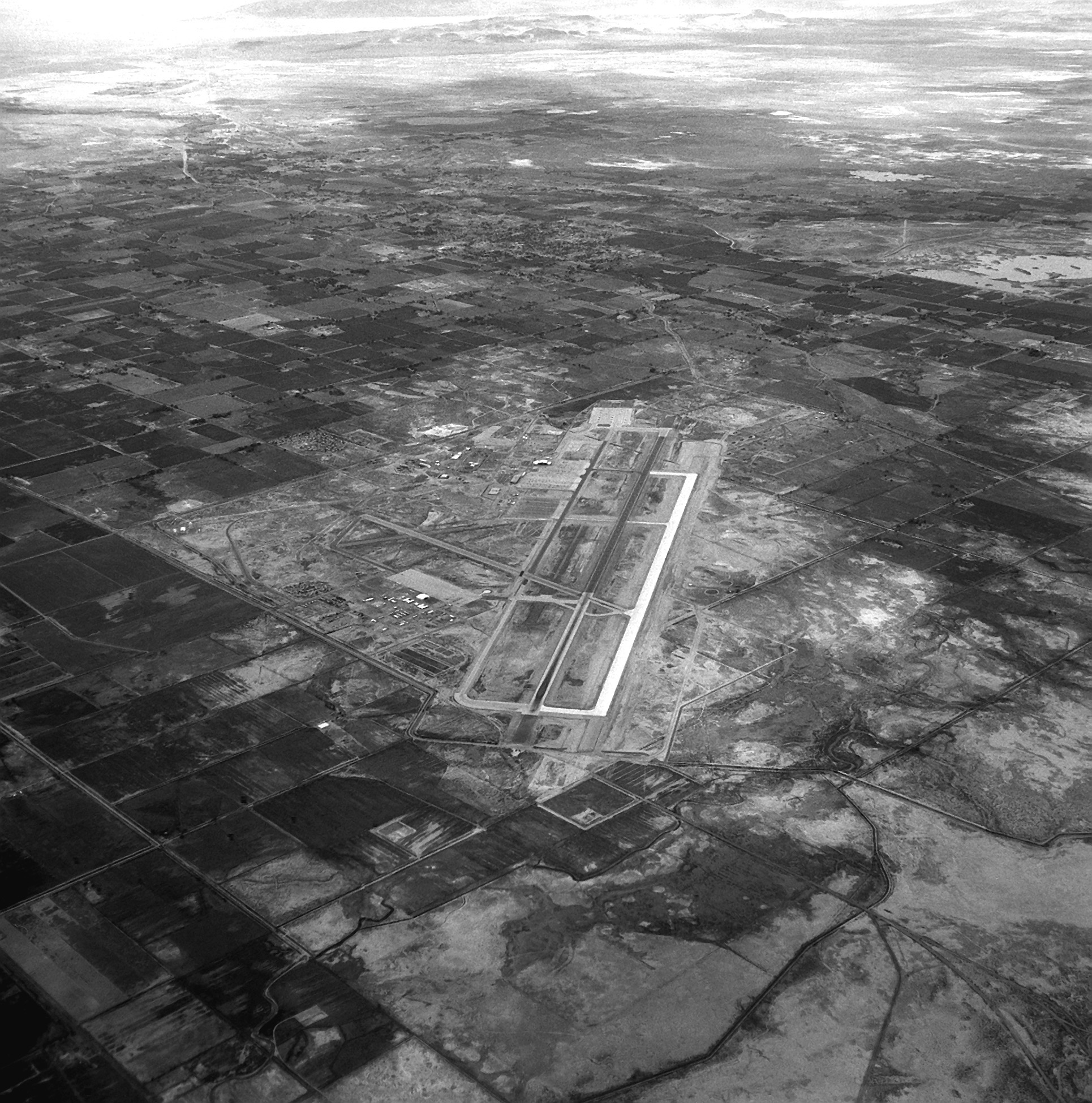
Naval Air Station Fallon

Fallon – stolica hrabstwa Churchill w Dolinie Lahontan. W roku 2005 liczba mieszkańców wyniosła 8339.
Całkowita powierzchnia miasta wynosi 7,9 km² z czego 0,1 km²  stanowi woda.
Jest najważniejszą z rolniczych miejscowości w Nevadzie. Obszar jest bardzo suchy. W przybliżeniu 200 km² pól jest sztucznie nawadnianych. Znajduje się tutaj baza wojskowa Naval Air Station Fallon dająca wiele miejsc pracy.